# Peter William Atkins
Pour les articles homonymes, voir Peter Atkins et Atkins.
Peter William Atkins, né le 10 août 1940 à Amersham dans le Buckinghamshire, est un chimiste britannique, professeur de chimie à l'université d'Oxford.
C'est un écrivain prolifique de manuels de chimie, en particulier dans les domaines de la chimie physique, de la chimie inorganique et de la mécanique moléculaire, domaines dans lesquels ses ouvrages font référence dans le monde entier, dont le plus célèbre (Physical Chemistry) est à sa 12e édition. Il est également l'auteur de livres de vulgarisation scientifique parmi lesquels on peut citer Le parfum de la fraise et Le doigt de Galilée.
Atkins (qui se revendique comme athée) a également écrit sur des sujets comme l'humanisme, l'athéisme, et sur ce qui lui apparaît comme une incompatibilité entre science et religion.

## Biographie
Atkins étudie la chimie à l'université de Leicester, obtient sa licence de chimie en 1964, et soutient une thèse sur la résonance paramagnétique électronique et d'autres aspects de chimie théorique. Il obtient en 1969 la médaille Medola de la Société royale de chimie britannique.
Il enseigne ensuite à l'université de Californie à Los Angeles, puis au Lincoln College (Oxford) où il enseigne toujours la mécanique quantique et la chimie quantique.
Il épouse une consœur scientifique, Susan Greenfield, en 1991 ; ils ont divorcé en 2004.

## Ouvrages traduits en français
- Chaleur et Désordre [« The Second Law »]  (trad. F. Gallet), Belin, coll. « L'Univers des Sciences », 1987, 214 p. (ISBN 2902918402).
- Chimie physique, éd. De Boeck, Bruxelles, 1999.
- Le parfum de la fraise : Mystérieuses molécules, éd. Dunod, 2004.
- Le Doigt de Galilée - Dix grandes idées pour comprendre la science, éd. Dunod, 2004.